# Wallsbüll
Wallsbüll (duń. Valsbøl) – miejscowość i gmina w Niemczech w kraju związkowym Szlezwik-Holsztyn, w powiecie Schleswig-Flensburg, wchodzi w skład urzędu Schafflund.